# فنیقه
فینیقه (به ترکی استانبولی: Finike) شهری است در کشور ترکیه که در استان آنتالیا واقع شده‌است. جمعیت این شهر بر اساس سرشماری سال ۲۰۰۸ میلادی ۱۱٬۲۴۴ نفر و بر اساس برآوردهای سال ۲۰۰۹ میلادی ۱۱٬۹۷۹ نفر می‌باشد.